# ترورو وسانت أوستل (دائرة انتخابية في المملكة المتحدة)
ترورو وسانت أوستل (بالإنجليزية: Truro and St Austell)‏ هي إحدى الدوائر الانتخابية في المملكة المتحدة الممثلة في مجلس العموم في برلمان المملكة المتحدة.
عضو البرلمان الذي يمثلها حالياً هو :Matthew Taylor (LD).